# Comunità montana Alto Jonio
La Comunità montana Alto Jonio è stata una comunità montana italiana, situata nella provincia di Cosenza. Essa ricadeva nel territorio dell'Alto Ionio Cosentino. Nel 2014 è stata soppressa e assorbita dall'ente Calabria Verde.
Essa è stata istituita nel 1974 e comprendeva 15 comuni: Albidona, Alessandria del Carretto, Canna, Castroregio, Cerchiara di Calabria, Nocara, Oriolo, Plataci, San Lorenzo Bellizzi, Trebisacce, Roseto Capo Spulico, Montegiordano, Rocca Imperiale, Amendolara, Francavilla Marittima.
Dopo lo scioglimento del Consorzio di Bonifica del Ferro e dello Sparviero nel 1989, la Comunità montana dell'Alto Jonio ha acquisito le competenze del consorzio di bonifica.
Nel 2008, i comuni sono stati ridotti da 15 a 9, mantenendo solo quelli strettamente montani.
Nessuno dei comuni, tranne Albidona, ha un tratto costiero. I comuni di Alessandria del Carretto, Plataci, Cerchiara di Calabria, San Lorenzo Bellizzi e la frazione Farneta del comune di Castroregio fanno parte del Parco nazionale del Pollino. I centri hanno tutti una popolazione inferiore a 3.000 abitanti. Il comune più popolato, nonché il più vasto per estensione territoriale (alla data della soppressione) era Oriolo, seguito da Cerchiara di Calabria. Il comune meno popolato eraCastroregio.
Tutti i comuni sono in costante sensibile spopolamento, avendo perso quasi tutti dal 30 al 50% e oltre della popolazione presente al 1951. Il calo demografico nei primi due decenni del terzo millennio si è accentuato, tanto da essere al centro dell'attenzione da parte di giornali, periodici e siti web calabresi che hanno definito quella della Comunità Montana dell'Alto Jonio una situazione demografica "allarmante".
Non sono serviti fino ad ora, gli interventi per arginare il calo demografico favorendo l'instaurazione di attività ricettive legate al circolo turistico del Parco nazionale del Pollino che fino ad ora non ha fatto registrare una sperata impennata delle presenze turistiche che sono molte di meno rispetto a quelle registrate negli altri parchi nazionali italiani. Solo Cerchiara di Calabria e San Lorenzo Bellizzi hanno parzialmente arginato il calo demografico, che tuttavia non si è completamente arrestato.
Nonostante il comune di Trebisacce (ex capoluogo della Comunità Montana) non appartenesse più all'ente dal 2008, la sede istituzionale è rimasta invariata, in attesa di una nuova sede stabile in uno dei centri della comunità, che non è mai più stata ristabilita prima che l'ente venisse soppresso nel 2014.
| Stemma | Comune                   | Popolazione (ab) | Superficie (km2) |
| ------ | ------------------------ | ---------------- | ---------------- |
|        | Albidona                 | 1.236            | 65 km²           |
|        | Alessandria del Carretto | 382              | 41 km²           |
|        | Canna                    | 676              | 20 km²           |
|        | Castroregio              | 251              | 42 km²           |
|        | Cerchiara di Calabria    | 2.316            | 82 km²           |
|        | Nocara                   | 352              | 34 km²           |
|        | Oriolo                   | 1.984            | 86 km²           |
|        | Plataci                  | 680              | 49 km²           |
|        | San Lorenzo Bellizzi     | 572              | 41 km²           |